# Piotr Janowski
Piotr Janowski (Grudziądz, Pologne; 5 février 1951 - Londres 6 décembre 2008) est un violoniste polonais, premier lauréat polonais du Concours international de violon Henryk Wieniawski.

## Biographie
Janowski a remporté le Ve Concours international de violon Henryk Wieniawski à Poznań, en Pologne. Il est diplômé de l'Université de musique Frédéric-Chopin de Varsovie où il a complété le parcours de ses cinq années d'études par une année dans la classe de Irena Dubiska (1969-1970).
Il a poursuivi sa formation au Curtis Institute of Music de Philadelphie avec Ivan Galamian et plus tard à la Juilliard School de New York comme élève de Galamian et de Zino Francescatti. En 1974, invité par Henryk Szeryng et Zino Francescatti, Janowski a suivi des classes de maître en été à Montreux (Suisse). Entre 1975 et 1977, il a pris des cours privés auprès de Jascha Heifetz à l'Université de Californie du Sud à Los Angeles.
Il était un citoyen de Pologne et des États-Unis. Il était citoyen d'honneur également de l'Arkansas, États-Unis et la ville de Cognac, France.
Il est décédé à Londres, et est enterré au cimetière Powązki à Varsovie.

## Carrière
En tant que soliste Janowski a joué avec les orchestres les plus importants aux États-Unis et en Europe, y compris l'Orchestre philharmonique de New York, l'Orchestre de Philadelphie, le Saint Louis Symphony Orchestra, l'Orchestre symphonique du Minnesota, l'Orchestre philharmonique d'Oslo, l'Orchestre philharmonique de Varsovie. Il a joué avec Leonard Bernstein, Leonard Slatkin, Eugene Ormandy Erich Leinsdorf, Stanisław Wislocki, Andrzej Markowski, Bogusław Madey, Karol Stryja, William Smith et Walter Hendel.
Il a été accompagné par Mieczysław Horszowski, Artur Balsam, Peter Serkin, Franco Agostini, Wolfgang Plagge, Jerzy Lefeld (en), Maciej Paderewski, Jerzy Marchwinski, Zofia Vogtman, Paul Berkowitz, Cynthia Raim, Roman Markowicz, Steven Meyer, Golda Tetz et son épouse, Joanna Maklakiewicz.
Depuis 1976 Janowski a été membre du New Arts Trio. Il a participé à de nombreux festivals de musique (Marlboro, le Vermont Mozart Festival, Chautauqua, Festival de Thessalonique et Automne de Varsovie). Il a enseigné au Conservatoire de musique du Wisconsin à Milwaukee, à l'École de musique Eastman à Rochester, New York et à l'Institut Barratt-Due à Oslo, Norvège. Il a dirigé des classes de maître au Conservatoire de Bologne, au Conservatoire de Thessalonique, l'Université d'État de l'Ohio, Columbus, Evenstone, au Oberlin Conservatory of Music et à l'Université Northwestern.
Il jouait sur un violon Guarnerius del Gesù de 1722.

## Créations mondiales
- 1968, Varsovie, Pologne – Marian Sawa Improvisazione pour violon seul
- 1969, Varsovie, Pologne – Grażyna Bacewicz Concerto pour violon no  VII (Warsaw Autumn, Warsaw Philharmonic Orchestra, Andrzej Markowski - chef)
- 1976, New York, USA – David Diamond Concerto pour violon no  III (New York Philharmonic, Leonard Bernstein - chef)
- 1980, Madison, USA – Yehuda Yannay (en) Concertino pour violon et orchestre de chambre
- 1980, Milwaukee, USA – Burt Levy Chamber Music for violin alone
- 1980, New York, USA – Robert Moevs Introduction et Presto pour trio avec piano
- 1982, Rochester, USA – John Harbison Quatuor pour clarinette, violon, violoncelle et piano
- 1982, New York, USA – Sidney Hodgkison Trio avec piano
- 1983, New York USA – John Eaton In Mernoriam Mario Cristini - Trio
- 1991, Rio de Janeiro, Brésil – Emani Aguiar Meloritmas 44
- 1994, Oslo, Norvège – Wolfgang Plagge (en) Asteroide, Suite pour violon et piano
- 1994, Oslo, Norvège – Wolfgang Plagge Rhapsody pour violon seul
- 1997, Poznań, Pologne – Wolfgang Plagge Sonate pour violon et piano
- 1998, Oslo, Norvège – Wolfgang Plagge Lucky Man House – musique de chambre avec danseurs

## Source
- (en) Cet article est partiellement ou en totalité issu de l’article de Wikipédia en anglais intitulé « Piotr Janowski » (voir la liste des auteurs).